# CJ CGV
CJ CGV（シージェイ シージーブイ）は、韓国のCJグループが子会社・関係会社を通じて同名称で展開・運営しているシネマコンプレックス。

## 概要
1996年に当時の第一製糖（現：CJグループ）が香港のゴールデン・ハーベスト、オーストラリアのヴィレッジ・ロードショーと共同出資し設立。1998年に1号店がテクノマートにオープンした。2009年には4DX、2015年にはScreenXを世界ではじめて導入。現在は韓国国内だけで169店舗、1212スクリーン（うち4DX対応38、3D対応418、IMAX17）、国外でも117店舗を展開している。